# Montoriol (Sales de Llierca)
El Montoriol és una muntanya de 797 metres que es troba entre els municipis de Sales de Llierca i de Tortellà, a la comarca catalana de la Garrotxa.